# Operación de quiste hidatídico de pulmón
Operación de quiste hidatídico de pulmón, realizada en 1899 -algunas fuentes señalan que pudo ser en 1900-, es un filme argentino en blanco y negro, sin sonido, rodado por el camarógrafo Eugenio Py, siendo la primera película en la que se filmó una operación quirúrgica, a cargo del cirujano Alejandro Posadas.
El camarógrafo utilizó un "Cronofotógrafo Elgé", desarrollado por Léon Gaumont. La película, de menos de dos minutos de duración, se extravió y fue rescatada antes de la demolición del viejo Hospital de Clínicas de la Universidad de Buenos Aires. Ha sido reconocido por las cinematecas de Argentina, París y Bélgica como el primer documento fílmico de una cirugía en el mundo.
La operación fue realizada en el mencionado hospital, junto a una ventana por la que entraba la luz del sol, la única iluminación que se utilizaba en esa época.